# Avoca (Iowa)
Avoca és una població dels Estats Units a l'estat d'Iowa. Segons el cens del 2000 tenia 1.610 habitants.

## Demografia
Segons el cens del 2000, Avoca tenia 1.610 habitants, 666 habitatges, i 458 famílies. La densitat de població era de 320,4 habitants per km².
Dels 666 habitatges en un 29,3% hi vivien nens de menys de 18 anys, en un 58,1% hi vivien parelles casades, en un 6,9% dones solteres, i en un 31,1% no eren unitats familiars. En el 27,6% dels habitatges hi vivien persones soles el 15,3% de les quals corresponia a persones de 65 anys o més que vivien soles. El nombre mitjà de persones vivint en cada habitatge era de 2,35 i el nombre mitjà de persones que vivien en cada família era de 2,85.
Per edats la població es repartia de la següent manera: un 23,2% tenia menys de 18 anys, un 7,6% entre 18 i 24, un 25% entre 25 i 44, un 22,7% de 45 a 60 i un 21,4% 65 anys o més.
L'edat mediana era de 41 anys. Per cada 100 dones de 18 o més anys hi havia 87,6 homes.
La renda mediana per habitatge era de 39.826 $ i la renda mediana per família de 45.000 $. Els homes tenien una renda mediana de 30.272 $ mentre que les dones 20.284 $. La renda per capita de la població era de 20.908 $. Entorn de l'1,5% de les famílies i el 3,5% de la població estaven per davall del llindar de pobresa.

## Poblacions més properes
El següent diagrama mostra les poblacions més properes.